# 김자옥
김자옥(金慈玉, 1951년 10월 11일~2014년 11월 16일)은 대한민국의 배우이다.

## 학력
- 서울대학교병설교육대학부속국민학교(졸업)
- 배화여자중학교(졸업)
- 배화여자고등학교(졸업)
- 한양대학교 연극영화과(중퇴)

## 이력
- 2002년 한국국제기아대책기구 홍보대사

## 사망
- 2008년 대장암 판정을 받고 수술을 받았으나, 재발한 암세포가 폐로 전이되어 폐암으로 2014년 11월 16일 숨을 거두었다.
- 그녀가 세상을 떠난 16일부터 발인일까지 대한민국 유명 연예인들의 조문 행렬이 계속 이어졌다.
- 고인의 유해는 경기도 성남시 분당구 야탑동의 분당 메모리얼 파크 묘지에 안장되었다.

## 연기 활동

### 드라마
- 1970년 MBC 일일연속극 《집》
- 1971년 KBS 일일연속극 《심청전》 ... 심청 역
- 1972년 KBS 주간연속극 《한중록》 ... 혜경궁 홍씨 역
- 1972년 KBS 주간연속극 《신부들》
- 1973년 KBS 일일연속극 《장바우》
- 1974년 KBS 일일연속극 《꽃피는 팔도강산》
- 1974년 MBC 화요연속극 《얼굴》 ... 세희 역
- 1974년 MBC 일일연속극 《수선화》 ... 한지선 역
- 1975년 MBC 일일연속극 《양반》 ... 선화 역
- 1975년 MBC 일일연속극 《신부일기》 ... 순애 역
- 1975년 MBC 화요연속극 《억순이》 ... 억순이 역
- 1976년 MBC 화요연속극 《엄마의 얼굴》
- 1976년 MBC 일일연속극 《들장미》 ... 길녀 역
- 1976년 MBC 창사특집극 《쇠랑산 처녀》
- 1976년 MBC 일일연속극 《내일이면》 ... 윤경희 역
- 1976년 MBC 일일연속극 《꽃사슴》
- 1977년 KBS 일일연속극 《행복의 문》 ... 초희 역
- 1977년 MBC 일일연속극 《당신》 ... 영란 역
- 1978년 MBC 주말연속극 《도련님》
- 1978년 MBC 일일연속사극 《정부인》
- 1979년 MBC 일일연속극 《하얀 민들레》
- 1979년 MBC 주말연속극 《봄비》 ... 차혜실 역
- 1979년 MBC 일일연속극 《당신은 누구시길래》 ... 자영 역
- 1980년 MBC 주말연속극 《종점》 ... 장연희 역
- 1982년 KBS2 주간연속극 《사랑의 조건》
- 1982년 KBS2 주간연속극 《아내》 ... 나영 역
- 1983년 KBS2 주간연속극 《백조부인》 ... 윤여진 역
- 1983년 KBS1 일일연속극 《산유화》 ... 혜옥 역
- 1984년 KBS1 대하드라마 《독립문》
- 1984년 KBS1 주간연속극 《불꽃놀이》 ... 미란 역
- 1984년 KBS1 단막극 《TV문학관 - 겨울대합실》 ... 티나 정 역
- 1985년 KBS1 일일연속극 《은빛 여울》
- 1986년 MBC 주말연속극 《풀잎마다 이슬》 ... 백수희 역
- 1987년 MBC 미니시리즈 《산하》 ... 차진희 역
- 1987년 MBC 미니시리즈 《유혹》 ... 이신애 역
- 1989년 KBS2 미니시리즈 《절반의 실패》〈폭력남편〉
- 1989년 KBS2 미니시리즈 《숲은 잠들지 않는다》
- 1990년 MBC 주말연속극 《배반의 장미》 ... 나유미 역
- 1990년 MBC 미니시리즈 《춤추는 가얏고》 ... 한설빈 역
- 1991년 KBS1 대하드라마 《왕도》 ... 정순왕후 역
- 1991년 MBC 미니시리즈 《내 마음은 호수》 ... 유혜련 역
- 1991년 SBS 일요아침드라마 《사랑의 풍차》
- 1992년 KBS2 미니시리즈 《추리 3부작》〈제3화 황금분할〉
- 1992년 SBS 주말극장 《모래위의 욕망》
- 1992년 SBS 창사특집극 《어디로 가나》... 이윤하의 처 역
- 1993년 MBC 단막극 《MBC 베스트극장 - 아내의 친구》 ... 지숙 역
- 1993년 SBS 주말극장 《일과 사랑》 ... 선애 역
- 1993년 MBC 단막극 《MBC 베스트극장 - 카사블랑카에서》 ... 변호사 윤기숙 역
- 1994년 KBS1 설날특집극 《너의 뺨에 입맞추리》 ... 재미 사업가 역
- 1994년 KBS1 대하드라마 《인간의 땅》
- 1994년 MBC 미니시리즈 《아담의 도시》
- 1994년 KBS1 성탄특집극 《귀천》 ... 천상병 시인 처, 문순옥 역
- 1995년 KBS2 미니시리즈 《갈채》
- 1996년 KBS2 신년특집극 《아버지》 ... 현주 친구 역
- 1996년 KBS2 대하드라마 《조광조》 ... 자순대비(정현왕후 윤씨) 역
- 1996년 KBS2 미니시리즈 《신고합니다》 ... 우명도 원사의 부인 우지수의 어머니 역
- 1996년 MBC 청춘시트콤 《남자 셋 여자 셋》 ... 조교 김자옥 역
- 1996년 SBS 아침연속극 《때로는 타인처럼》 ... 도일의 전처, 윤성애 역
- 1996년 MBC 단막극 《MBC 베스트극장 - 다섯마리 강아지》
- 1996년 KBS2 주간시트콤 《슈퍼선데이- 금촌댁네 사람들》 ... 별다방 점마담 역
- 1997년 SBS 일일연속극 《행복은 우리 가슴에》... 박수림 역
- 1997년 KBS2 미니시리즈 《욕망의 바다》 ... 정여진 역
- 1997년 MBC 단막극 《MBC 베스트극장 - 섹스, 거짓말 그리고 성격차》 ... 경주 역
- 1997년 MBC 일일연속극 《방울이》 ... 집주인 역
- 1997년 MBC 농촌드라마 《전원일기》 ... 상태의 아내 역
- 1998년 MBC 일일연속극 《보고 또 보고》 ... 강시희 역
- 1998년 MBC 대하드라마 《대왕의 길》 ... 한산부부인 이씨(혜경궁 홍씨 모) 역
- 1999년 MBC 단막극 《MBC 베스트극장 - 굿바이 오드리 햅번》
- 1999년 SBS 드라마스페셜 《토마토》 ... 나혜자 역
- 1999년 KBS1 일일연속극 《해뜨고 달뜨고》 ... 나영희 역
- 2000년 SBS 주말극장 《왕룽의 대지》 ... 교하댁 역
- 2000년 MBC 아침드라마 《느낌이 좋아》 ... 최경자 역
- 2000년 MBC 월요시트콤 《세 친구》
- 2000년 KBS1 일일연속극 《좋은걸 어떡해》 ... 여남숙 역
- 2001년 MBC 창사40주년 특별기획드라마 《상도》 ... 미금 모 역
- 2001년 MBC 일요아침드라마 《어쩌면 좋아》 ... 공희주 역
- 2001년 MBC 일일연속극 《결혼의 법칙》
- 2001년 KBS1 일일연속극 《사랑은 이런거야》 ... 장금난 역
- 2003년 KBS2 주말연속극 《저 푸른 초원 위에》 ... 방옥희 역
- 2003년 SBS 주말극장 《백수탈출》 ... 김기옥 역
- 2003년 MBC 월화미니시리즈 《옥탑방 고양이》 ... 김순덕 역
- 2003년 KBS1 일일연속극 《백만송이 장미》 ... 조말봉 역
- 2003년 SBS 일일시트콤 《압구정 종갓집》 ... 어머니 역
- 2004년 EBS 문화사시리즈 《명동백작》 ... 이화룡의 누이 역
- 2005년 SBS 월화드라마 《불량 주부》 ... 박옥자 역
- 2005년 MBC HD 일일연속극 《굳세어라 금순아》 ... 김정심 역
- 2005년 MBC 수목미니시리즈 《내 이름은 김삼순》 ... 삼순 모, 박봉숙 역
- 2006년 KBS2 HD 수목드라마 《투명인간 최장수》 ... 오소영 모 역
- 2006년 MBC 주말연속극 《누나》 ... 건우 모 역
- 2007년 KBS1 일일연속극 《하늘만큼 땅만큼》 ... 안혜경 역
- 2007년 KBS2 2부작특집극 《우리를 행복하게 하는 몇 가지 질문》 ... 영옥 역
- 2007년 MBC 월화미니시리즈 《커피프린스 1호점》 ... 한결 모 역
- 2007년 MBC 주말연속극 《깍두기》 ... 최지숙 역
- 2008년 KBS2 월화드라마 《싱글파파는 열애중》 ... 정은지 역
- 2008년 SBS 드라마스페셜 《워킹맘》 ... 김복실 역
- 2008년 KBS2 월화드라마 《그들이 사는 세상》 ... 김수진 역
- 2009년 MBC 일일시트콤 《지붕뚫고 하이킥!》 ... 김자옥 역
- 2010년 KBS2 아침드라마 《엄마도 예쁘다》 ... 이순진 역
- 2011년~2012년 KBS2 주말연속극 《오작교 형제들》 ... 박복자 역
- 2011년 MBC 미니시리즈 《지고는 못살아》 ... 홍금지 역
- 2013년 SBS 특별기획 《세 번 결혼하는 여자》 ... 손 여사 역

### 영화
- 1969년 《춘원 이광수》
- 1976년 《보통 여자》
- 1977년 《미스 양의 모험》
- 1978년 《O양의 아파트》
- 1978년 《영아의 고백》
- 1978년 《지붕 위의 남자》
- 1978년 《상처》
- 1978년 《살인나비를 쫓는 여자》
- 1979년 《수녀》
- 1979년 《O양의 아파트 2》
- 1979년 《목마 위의 여자》
- 1979년 《가을비 우산 속에》
- 1979년 《태양을 훔친 여자》 ... 정숙 역
- 1980년 《낯선 곳에서 하룻밤》
- 1980년 《그 여자 사람잡네》
- 1981년 《화요일밤의 여자》 ... 초혜 역
- 1981년 《미워할 수 없는 너》
- 1981년 《이세상 다준다 해도》 ... 장수미 역
- 1988년 《대물》
- 1990년 《새벽을 깨우리로다》
- 1995년 《비설》 ... 현우 모 역
- 2003년 《동갑내기 과외하기》 ... 수완 모 역
- 2005년 《제니, 주노》 ... 제니 모 역
- 2009년 《홍길동의 후예》 ... 이명애 역
- 2013년 《누구의 딸도 아닌 해원》 ... 진주 역

### 마당놀이
- 2004년 : 《MBC 마당놀이 제비가 기가막혀》

### 악극

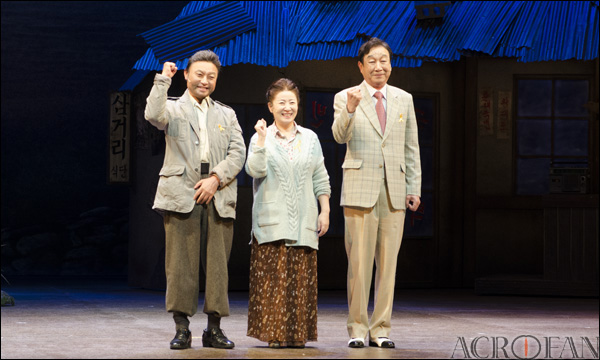
왼쪽부터 최주봉, 김자옥, 윤문식
2014년 한국 전통 악극 봄날은 간다 프레스콜

- 2014년: 《봄날은 간다》

## 연기 외 활동

### 텔레비전 프로그램
- 1996년 MBC 《오늘은 좋은날 - 세상의 모든 딸들》
- 1996년 KBS2 《서세원의 화요스페셜》
- 1998년 KBS2 《TV는 사랑을 싣고》
- 1998년 MBC 《휴먼TV 앗! 나의 실수》...패널
- 2001년 MBC 《칭찬합시다》...패널
- 2009년 SBS 《순간포착 세상에 이런일이》 ... MC
- 2011년 CGN TV 《강석우, 김자옥의 하늘빛 향기》 ... MC
- 2012년 MBC 《휴먼다큐 사랑 - 신동현 내사랑》 ... 내레이션
- 2013년 tvN 《꽃보다 누나》
- 2013년 MBC 《황금어장 - 무릎팍 도사》 ... 마지막 게스트

### 라디오 프로그램
- 1997년 MBC 표준FM 《젊음의 찬가》
- 1990년 KBS 쿨FM 《가요산책》
- 1981년 MBC 표준FM 《잊혀진 여인이 추억을 말할 때》
- 1975년 MBC 표준FM 《사랑의 계절》

### CF
- 1974년 《일동제약 비오비타》
- 1975년 《빙그레 비비빅》, 《빙그레 미스차》
- 1976년 《빙그레 바난자》
- 1979년 ~ 1985년 《오뚜기》
- 1980년 《스킨푸드》
- 1985년 《별표수세미 쓰리스타》
- 1985년 《동성제약 오리리 카바마크》
- 1985년 《사조오양 오양 선물세트》
- 1986년 《사조오양 오양맛살》, 《삼해김》
- 1987년 《삼진제약 로제톤》
- 1988년 《경향약품 라센크림》
- 1990년 《천일식품 모닝피자》
- 1996년 《동국제약 오라메디》
- 1996년 《남양유업 이오》
- 1996년 《동산크린앤그린라이프디에스씨앤지(DSC&G) 아내의 향기》
- 1996년 《농심 올리브 짜파게티》
- 1996년 《모나미 에버그린 젤러볼화인
- 1999년 《SK에너지 엔크린 보너스 카드》, 《KCC 옥장판》
- 2000년 《GC녹십자 싸프만》 (임현식과 함께 출연)
- 2001년 《미건라이프》도아일렉콤 누꼬
- 2003년 《롯데제과 빠다코코낫》, 《제일헬스사이언스 케펜텍》
- 2005년 《KFC 스마트버켓》, 《KFC 허브갈릭치킨》, 《명인제약 이가탄》
- 2012년 《태극제약 도미나크림, 벤트락스 겔》

## 음반 활동

### 정규 음반
| 번호 | 음반 정보                                    | 트랙 리스트                                                                                              |
| ---- | -------------------------------------------- | --- |
| 1    | 《공주는 외로워》 - 발매일: 1996년 11월 15일 | 1. 공주는 외로워 2. 애인 3. 세상의 모든 딸들 4. 여고시절 5. 상처 6. 가버린 사랑 7. 옥경이 8. 노란 손수건 |

## 김자옥을 연기한 배우
- 2015년 KBS 《인순이의 토크 드라마 그대가 꽃》 - 최지나

## 가족 관계
- 배우자: 오승근(1951년 12월 20일~ )
  - 장녀: 오지연
  - 장남: 오영환
- 남동생: 김태욱(1960년 7월 18일~2021년 3월 4일)

## 수상
- 1974년 제2회 대한민국방송대상 여자연기자 부문 대상
- 1974년 한국방송대상 성우상
- 1975년 제11회 백상예술대상 TV부문 여자 최우수연기상, 인기상 《수선화》
- 1975년 MBC 연기대상 탤런트부문 우수연기상 《신부일기》
- 1976년 제12회 백상예술대상 영화부문 여자 최우수연기상 《보통 여자》
- 1976년 제4회 나무상시상 특별상 《쇠랑산 처녀》
- 1976년 MBC 연기대상 탤런트부문 최우수연기상
- 1977년 MBC 연기대상 여자 탤런트부문
- 1978년 제24회 아시아태평양영화제 우수배우상
- 1979년 제15회 백상예술대상 영화부문 여자 최우수연기상 《목마 위의 여자》
- 1981년 MBC 연기대상 라디오부문 최우수상
- 1996년 MBC 코미디대상 인기상
- 1999년 SBS 연기대상 여자 우수조연상 《토마토》
- 2000년 KBS 연기대상 여자 최우수연기상 《좋은걸 어떡해》
- 2005년 MBC 연기대상 특별상 가족상 《굳세어라 금순아》
- 2006년 MBC 연기대상 특별상 중견배우상/가족상 《누나》
- 2008년 SBS 연기대상 드라마스페셜부문 여자 조연상 《워킹맘》
- 2011년 KBS 연기대상 장편드라마부문 여자 우수연기상 《오작교 형제들》
- 2014년 MBC 연기대상 공로상
- 2014년 KBS 연기대상 공로상
- 2014년 SBS 연기대상 공로상
- 2015년 제21회 대한민국 연예예술상 특별공로상